# Sybra ephippiata
Sybra ephippiata är en skalbaggsart som först beskrevs av Leon Fairmaire 1886.  Sybra ephippiata ingår i släktet Sybra och familjen långhorningar. Inga underarter finns listade i Catalogue of Life.